# Sparaxis
Sparaxis es un género de plantas perennes, bulbosas, oriundas de Sudáfrica, pertenecientes a la Familia Iridaceae. 

## Descripción
Estas especies tienen hojas planas, dispuestas en rosetas aplanadas. Las flores son actinomorfas (sección Sparaxis) o cigomorfas (sección Synnotia) y hermafroditas. El perigonio está compuesto por 6 tépalos unidos en su base formando un tubo. Los estambres son 3, unilaterales. El ovario es ínfero, trilocular y el estilo filiforme. El fruto es una cápsula dehiscente por 3 valvas. Las flores, usualmente de colores brillantes, se hallan reunidas en espigas simples o ramificadas. El número cromosómico básico es X=10. El género está restringido a la provincia del Cabo en Sudáfrica y comprende 13 especies de geófitos que vegetan durante el invierno, florecen en primavera y se hallan en reposo durante el verano. Se multiplican por semillas y bulbos. Todas las especies del género tienen importancia ornamental. Sin embargo, la más popular y más frecuentemente hallada en el comercio es Sparaxis tricolor, conocida como "Arlequín" o "Sparaxis". 

## Taxonomía
El género fue descrito por John Bellenden Ker Gawler y publicado en Curtis's Botanical Magazine, New Edition 15: 548. 1802.
Etimología
Sparaxis: nombre genérico que deriva de las palabras griegas:
sparasso, que significa "romper", y alude a la forma de las brácteas florales

## Especies
- Sparaxis auriculata Goldblatt & J.C.Manning
- Sparaxis bulbifera (L.) Ker Gawl.
- Sparaxis caryophyllacea Goldblatt
- Sparaxis elegans (Sweet) Goldblatt
- Sparaxis fragrans (Jacq.) Ker Gawl.
- Sparaxis galeata Ker Gawl.
- Sparaxis grandiflora (D.Delaroche) Ker Gawl.
  - Sparaxis grandiflora subsp. acutiloba Goldblatt
  - Sparaxis grandiflora subsp. fimbriata (Lam.) Goldblatt
  - Sparaxis grandiflora subsp. grandiflora.
  - Sparaxis grandiflora subsp. violacea (Eckl.) Goldblatt
- Sparaxis maculosa Goldblatt
- Sparaxis metelerkampiae (L.Bolus) Goldblatt & J.C.Manning
- Sparaxis parviflora (G.J.Lewis) Goldblatt
- Sparaxis pillansii L.Bolus
- Sparaxis roxburghii (Baker) Goldblatt
- Sparaxis tricolor (Schneev.) Ker Gawl.
- Sparaxis variegata (Sweet) Goldblatt
- Sparaxis villosa (Burm.f.) Goldblatt